# Emira Abbes
Emira Abbes (Füssen, 6 de septiembre de 1996) es una deportista alemana que compite en curling.
Ganó dos medallas de bronce en el Campeonato Europeo de Curling, en los años 2018 y 2021.

## Palmarés internacional
| Campeonato Europeo | Campeonato Europeo    | Campeonato Europeo | Campeonato Europeo |
| Año                | Lugar                 | Medalla            | Prueba             |
| ------------------ | --------------------- | ------------------ | ------------------ |
| 2018               | Tallin (Estonia)      | Medalla de bronce  | Equipo             |
| 2021               | Lillehammer (Noruega) | Medalla de bronce  | Equipo             |